# Česká státoprávní demokracie

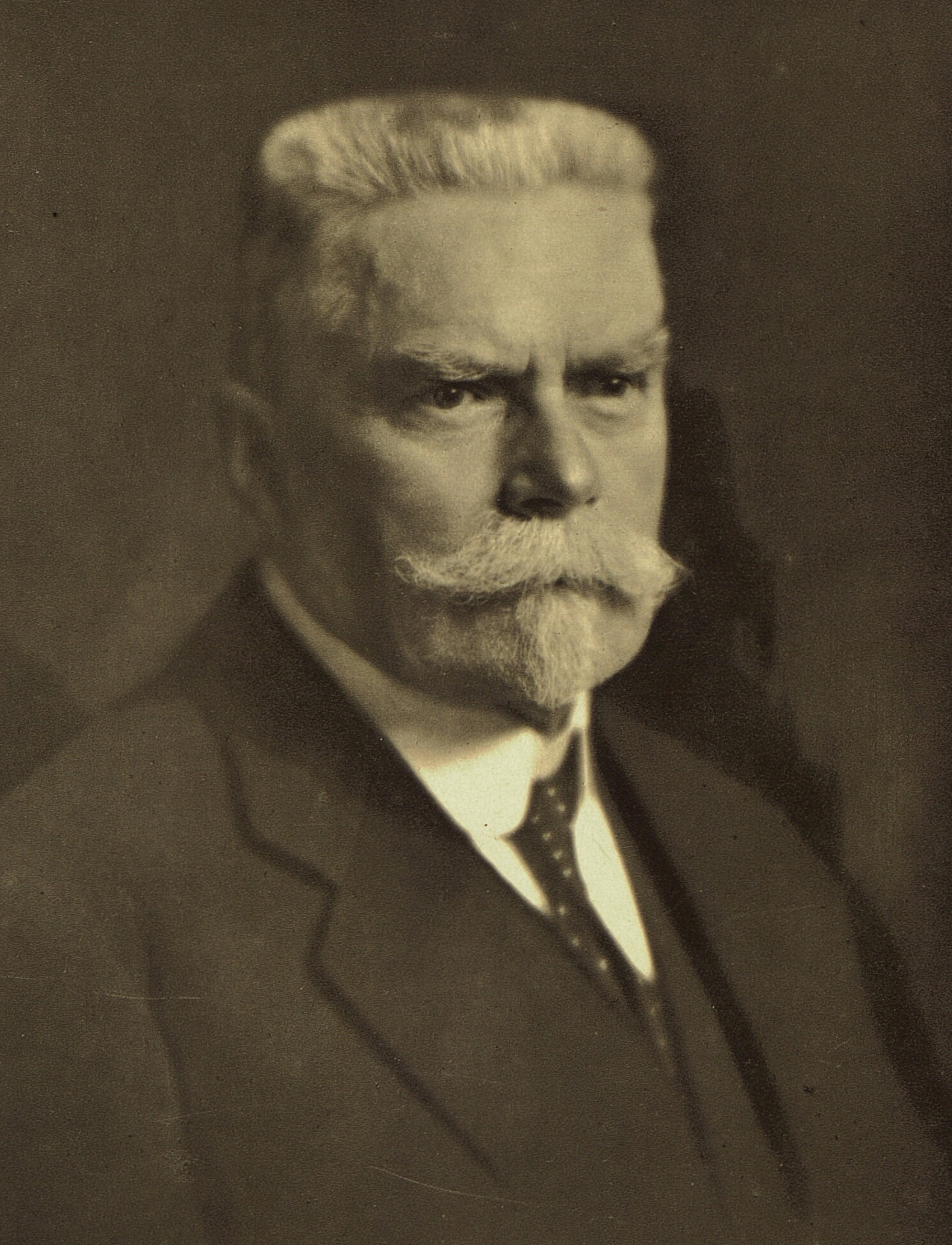
Zakladatel a předseda strany JUDr. Karel Kramář.

Česká státoprávní demokracie (zkráceně ČStD) byla politická strana vytvořená 10. února 1918 sloučením 4 dosavadních stran: Mladočechů, Lidové strany pokrokové na Moravě, Státoprávně pokrokové strany (ta vznikla sloučením Strany státoprávně radikální a radikálně pokrokové) a části České strany pokrokové (realisté). Sekretariát strany sídlil na Praze 2 v Mariánské ulici (historický název).
V době válečného chaosu se Státoprávní demokracie stala téměř nadstranickým všenárodním reprezentantem – tomu odpovídalo i zastoupení v Národním výboru. Mezi hlavní představitele této strany patřili Karel Kramář, Alois Rašín, Přemysl Šámal (šéf Maffie) či Jaroslav Preiss (později šéf Živnobanky).

## Strany, které se sloučily do ČStD
| Strana | Strana                                                                                               | Ideologie            | Země                    |
| ------ | --- | -------------------- | ----------------------- |
|        | Národní strana svobodomyslná                                                                         | Národní liberalismus | Čechy                   |
|        | Lidová strana na Moravě                                                                              | Národní liberalismus | Morava                  |
|        | Moravsko-slezská lidová strana pokroková - Lidová strana pokroková na Moravě - Lidová strana slezská | Liberalismus         | Morava Rakouské Slezsko |
|        | Státoprávní pokroková strana                                                                         | Radikalismus         | Čechy                   |
|        | Národní strana                                                                                       | Konzervatismus       | Čechy                   |
|        | Pravá část České strany pokrokové                                                                    | Realismus            | Čechy                   |

## Historie strany
Česká státoprávní demokracie vznikla sloučením stran Mladočechů, Lidové strany pokrokové na Moravě, Státoprávně pokrokové strany a části Pokrokové strany. Hlavní jednání o sjednocení vedl JUDr. Karel Kramář. Výbor Státoprávně pokrokové strany se 9. února 1918 ujednal o přejmenování strany v případě přistoupení dalších jednaných stran. Nová strana tak vznikla 10. února, kdy byla oficiálně ustavena.
Nová strana ideologicky spojovala politické strany, které aktivně usilovaly o samostatný česko-slovenský stát nezávislý na Rakousku-Uhersku. Tento akt podnítila vrcholící první světová válka, jejíž průběh dával naději nacionálním hnutím. ČStD se propagovala jako slovanská strana. Mezi prvními politickými celky hlásala cíl společného státu Čechů a Slováků. Dále chtěla budovat demokracii a právní stát. Také se ve svém programu zavazovala k rovnému přístupu ke všem třídám a menšinám.
Hlavní skupinou voličů a zastánců strany podle jednoho anonymního zdroje mohla být česká městská buržoazie.
Prvním a jediným předsedou strany byl zvolen JUDr. Karel Kramář. Místopředsedy strany se stali bývalí předsedové sloučených stran, jmenovitě JUDr. Jaroslav Budínský, JUDr. Antonín Hajn, JUDr. Přemysl Šámal a JUDr. Alois Rašín. Úzké vedení dále tvořili například Adolf Stránský, Josef Matoušek starší, František Sís, Karel Sokol, JUDr. Jaroslav Stránský, Antonín Kalina, Viktor Dyk, PhDr. Jan Herben, prof. František Mareš nebo prof. Bohumil Němec.
František Sís byl navíc šéfredaktor stranických novin Národní listy, do kterých psal i Viktor Dyk, Jan Herben a mnozí další.
Po vyhlášení samostatného českého státu 28. října 1918 bylo ustaveno Revoluční národní shromáždění. Tato instituce nahrazovala parlament a zastoupení stran bylo rozděleno dle tzv. Švehlova klíče, tedy dle výsledku posledních voleb do Říšské rady z roku 1911. Díky tomuto rozložení získala ČStD celkem 46 křesel a stala se třetí nejsilnější stranou v zemi, což ovšem nemělo vliv, jelikož všechny strany v národním duchu vzájemně spolupracovaly. Karel Kramář se také stal předsedou prozatímní vlády. Šlo o vládu Všenárodní koalice. ČStD v ní byla zastoupena ještě v osobě Aloise Rašína (ministr financí) a Adolfa Stránského (ministr obchodu). Vláda podala demisi 8. července 1919.
Roku 1919 byla strana přejmenována na Československou národní demokracii (ČsND), protože státoprávní požadavek byl již naplněn vznikem Československa. Do nové strany přestoupila i většina členů ČStD.